# UTF-EBCDIC
UTF-EBCDIC — EBCDIC-совместимый способ кодирования символов Юникода, похожий на UTF-8. Главное различие между UTF-8 и UTF-EBCDIC заключается в том, что в данной кодировке допустимо использование символов U+0080 … U+009F в качестве управляющих символов EBCDIC. Для того, чтобы достичь этого, вместо используемых в UTF-8 битов признака продолжения (10) используются биты (101).
Данная кодировка используется чрезвычайно редко, даже на EBCDIC-мейнфреймах, для которых эта кодировка и была создана. Большинство операционных систем от корпорации IBM, использующих EBCDIC, таких как z/OS, поддерживает UTF-16.